# Manto negro
Manto negro o mantonegro variedad de uva (Vitis vinifera) tinta muy enraizada en la isla de Mallorca de la cual se obtienen vinos de baja expresividad aunque de una elevada graduación, fácilmente llega a 13,5-14° de alcohol probable.
Se complementa perfectamente con la autóctona Callet.
Es variedad recomendada en las Islas Baleares y autorizada en las denominaciones de origen de la comunidad autónoma.
- Datos: Q5991966